# Драката (вилна зона)
Драката е най-голямата вилна зона на град Търговище, разположена по хълм на югозапад от града. Разположена между града, Комплекс „Белият кон“ и „Рай“, Търговишкото поле и река Врана. В близост се намират: село Разбойна, вилна зона „Кованлъка“, язовир „Поляница“ и Преславската планина.
През 2005 година през местността преминава Торнадо, като нанася поражения по покривите на някои къщи. Стопанин от местността открива огромната си череша в двора на свой съсед.